# Рассказы о любви
«Рассказы о любви» — советский телефильм 1980 года режиссёра Артура Войтецкого по мотивам рассказов А. П. Чехова.
Первая часть «чеховской» дилогии режиссёра, вторая часть — «История одной любви» (1981).

## Сюжет
По мотивам рассказов А. П. Чехова «На пути», «Осенью», «В ссылке».

Рассказы о любви, мастерски сплетенные в единое целое, короткие, без начала и конца человеческие истории, моментальные портретные зарисовки, истории нескольких попраных, по ветру пущенных, обратившихся в пепел и дым, несостоявшихся человеческих любовей.— Иванова Т. — «Снился мне сад…» // Телевидение и радиовещание, 1981

«Рассказы любви» состоят из трех новелл «В ссылке», «Осенью» и «На пути». Их объединяет традиционный для русской литературы мотив дороги. Короткой была встреча случайных людей на постоялом дворе, но и она позволила им раскрыться, рассказать свои истории. И в каждой из них — и в жизни несчастного пьяницы—барина (Г. Гирдвайнис), и нищего татарина (Р. Сиразеев), и разочарованного интеллигента Лихарева (А. Джигарханян), богатой барышни Иловайской (А. Каменкова) — не хватает тепла, каждый героев страдает без понимания, чуткости, любви. Истории, рассказанные на грязном, неуютном Постоялом Дворе, как бы дополняют друг друга, складываясь в картину скучной и безысходной жизни без цели и настоящего чувства, но с огромной насущной потребностью в них.— журнал «Радуга», № 9, 1988

## В ролях
- Анна Каменкова — Мария Михайловна Иловайская
- Армен Джигарханян — Григорий Петрович Лихарев
- Гедиминас Гирдвайнис — барин Семён Сергеевич Борцов
- Николай Михеев — хозяин Тихон Евстигнеев
- Валерий Носик — мужичок Кузьма
- Константин Артеменко — старик Семён
- Раид Сиразеев — татарин